# Al-Arish
al-Arish (eller El Arish, arabiska: العريش, al-'Arīsh) är en stad i nordöstra Egypten, vid Sinaihalvöns nordkust, cirka 150 km öster om Port Said. Staden är administrativ huvudort för guvernementet Sina ash-Shamaliyya, och är uppdelad i fyra distrikt, kismer. Folkmängden uppgår till cirka 180 000 invånare.
Staden är en viktig strategisk punkt, och var ockuperad av israelisk militär mellan 1967 och 1979. Efter återföreningen med Egypten har staden blivit en knutpunkt för landsvägstrafiken och handeln mellan de båda länderna. I staden finns ett arkeologiskt museum.